# Heteropygoplus sublaevis
Genre
Espèce
Synonymes
- Apygoplus sublaevis Roewer, 1915

Heteropygoplus sublaevis, unique représentant du genre Heteropygoplus, est une espèce d'opilions laniatores de la famille des Assamiidae.

## Distribution
Cette espèce est endémique de Nouvelle-Guinée orientale en Papouasie-Nouvelle-Guinée.

## Description
Le mâle holotype mesure 4 mm.

## Systématique et taxinomie
Cette espèce a été décrite sous le protonyme Apygoplus sublaevis par Roewer en 1915. Elle est placée dans le genre Heteropygoplus par Roewer en 1923.

## Publications originales
- Roewer, 1915 : « 106 neue Opilioniden. » Archiv für Naturgeschichte, vol. 81, no 3, p. 1–152 (texte intégral).
- Roewer, 1923 : Die Weberknechte der Erde. Systematische Bearbeitung der bisher bekannten Opiliones. Gustav Fischer, Jena, p. 1-1116 (texte intégral).